# António de Spínola

Escudo de Armas con Collar de la Orden de Isabel la Católica

António Sebastião Ribeiro de Spínola (Estremoz, 11 de abril de 1910-Lisboa, 13 de agosto de 1996) fue un militar y político portugués, primer presidente de la República Portuguesa tras el golpe de Estado de 1974 que acabó con la dictadura salazarista.

## Biografía
En 1920 ingresa en la Academia Militar de Lisboa y en 1939 fue nombrado Teniente en el Cuartel General de la Guarda Nacional Republicana.
De ideas germanófilas, estudió en Alemania y en 1941 participó en el Sitio de Leningrado, junto a otros voluntarios portugueses dentro de la División Azul.
Fue nombrado gobernador militar de Guinea-Bissau en 1968, y de nuevo en 1972, en pleno auge de la guerra colonial.
En noviembre de 1973, tras regresar a la metrópoli, fue llamado por Marcelo Caetano a desempeñar el ministerio de Ultramar, cargo que rechazó por no aceptar la intransigencia gubernamental hacia las colonias.
El 17 de enero de 1974 fue nombrado vicejefe del Estado Mayor de las Fuerzas Armadas por sugerencia de Costa Gomes. Poco tiempo después, en febrero del mismo año, publica "Portugal y el futuro", donde expresa la idea de que la solución para el problema colonial portugués pasaba por vías políticas y no por la continuación de la guerra. Este libro le traería el rechazo del régimen de Caetano, que consideraba a la intervención armada como única salida al conflicto en África. Ante ello, el 17 de marzo el gobierno destituye a Spínola de su jefatura del Estado Mayor, lo cual acerca más a Spínola al Movimiento de las Fuerzas Armadas que ya planifica una revuelta armada contra el régimen.
La Revolución de los Claveles estalla el 25 de abril de 1974 y pronto toma control de todo el país. En esa ocasión Spínola, como representante máximo del Movimiento de las Fuerzas Armadas (MFA), recibió del presidente del Consejo de Ministros, Marcelo Caetano, la rendición del gobierno, asumiendo así sus poderes públicos.
Instituida la Junta de Salvación Nacional (que pasó a ostentar las principales funciones de conducción del Estado tras el golpe), la cual presidía, fue escogido por sus camaradas para ejercer el cargo de Presidente de la República, cargo que ocupará entre el 15 de mayo de 1974 y el 30 de septiembre del mismo año, cuando renuncia al cargo y es sustituido por el general Costa Gomes.
Descontento con la marcha de los acontecimientos en Portugal tras la Revolución (especialmente por el gran viraje a la izquierda, a la cual eran afectos un gran número de militares), intenta intervenir activamente en la política; ejemplos de ello son su dimisión de la presidencia de la República y posterior fuga en helicóptero a España (y posterior traslado a Brasil) tras el fallido golpe de Estado del 28 de septiembre de 1974 (en que apeló a una "mayoría silenciosa" que se movilizase contra la radicalización política que se vivía) o su participación en el posterior golpe del 11 de marzo de 1975. Apartado del poder en Portugal, Spínola perdería todo protagonismo dentro de su país, siendo desplazado por las nuevas corrientes políticas socialistas o socialdemócratas, que a su vez también habían desplazado a los jefes militares del liderazgo político.
No obstante, su importancia en el inicio de la consolidación del nuevo régimen democrático fue oficialmente reconocida el 5 de febrero de 1987 por el entonces presidente Mário Soares, que le designó canciller de las Antiguas Órdenes Militares portuguesas, condecorándole también con la Gran Cruz de la Orden Militar de la Torre y la Espada (la segunda insignia de la mayor orden militar portuguesa) por los "hechos de heroísmo militar y cívico y por haber sido el símbolo de la Revolución de Abril y el primer presidente de la República después de la dictadura". Recibió también la distinción de mariscal del Ejército portugués.
Finalmente, Spínola falleció en Lisboa el 13 de agosto de 1996, a los 86 años de edad. Sus restos mortales descansan en la "cripta de los mariscales", el mausoleo militar ubicado en el Cementerio del Alto de São João, junto a los de Francisco da Costa Gomes y Manuel Gomes da Costa.

## Principales obras
- Por Uma Guiné Melhor ("Por una Guinea mejor") (1970)
- Linha de Acção ("Línea de Acción") (1971)
- No Caminho do Futuro ("En el camino del futuro") (1972)
- Por Uma Portugalidade Renovada ("Por una Portugalidad Renovada") (1973)
- Portugal e o Futuro ("Portugal y el Futuro") (1974)
- Ao Serviço de Portugal ("Al Servicio de Portugal") (1976)
- País sem Rumo ("País sin Rumbo") (1978).